# التهاب القصبات
التهاب القصبات أو التهاب الشعب الهوائية أو التهاب شعبي (بالإنجليزية: Bronchitis)‏ هو التهاب الشعب الهوائية في الرئتين.  (Bronchitis) عند حدوث التهاب الشعب الهوائية، تنتفخ الشعب الهوائية، تتوذّم (Edematous) وتنتج البلغم. وهذا هو سبب السعال.
الأعراض تشمل سعالا ذو مخاط وأزيزاً وضيقاً في النفس وعدم راحة في الصدر.

## أنواعه
يصنف التهاب القصبات إلى نوعين:
- التهاب القصبات الحاد (Acute bronchitis): يتطور بسرعة، عادةً، ويشعر المريض بتحسن ما بعد مرور أسبوعين حتى ثلاثة أسابيع. معظم الناس، الأصحاء عادةً، الذين يصابون بالتهاب القصبات الحاد، يتماثلون للشفاء بدون ظهور أية مضاعفات.
- التهاب القصبات المزمن (Chronic bronchitis)- هو مرض يتكرر ويستمر لفترة طويلة نسبياً، وخاصة لدى المدخنين. يعرف التهاب الشعب الهوائية المزمن على أنه سعال مصحوب ببلغم مستمر لمدة ثلاثة أشهر أو أكثر في السنة، على مدار سنتين متتاليتين.

## التهاب القصبات الحاد

### الأسباب
يحدث التهاب الشعب الهوائية، عادة، جراء عدوى فيروسية. يصاب معظم الناس بالتهاب القصبات بعد الإصابة بالتهاب في الجهاز التنفسي العلوي (Upper respiratory tract)، مثل نزلة البرد (الزكام) أو الأنفلونزا. وفي حالات نادرة، خاصة التهاب القصبات الحاد، قد يكون المسبب عدوى جرثوميّة (بكتيريّة). وقد يحدث التهاب القصبات، أيضا، جراء استنشاق مواد غريبة إلى داخل الرئتين، مثل الدخان، أو جراء دخول طعام أو قيء إلى داخل الرئتين.

### الأعراض
العَرَض الأكثر شيوعاً والذي يرافق التهاب القصبات هو السعال الذي يكون جافاً في البداية ثم مصحوباً ببلغم بعد  بضعة أيام. وقد يشعر المريض بانخفاض في درجة حرارة جسمه، وكذلك بالتعب.
الأعراض التي تلازم التهاب القصبات الحاد تبدأ، عادة، بعد ثلاثة - أربعة أيام من ظهور الالتهاب. معظم الناس يشعرون بالتحسن بعد أسبوعين - ثلاثة أسابيع. ومع ذلك، فقد يعاني قسم من الناس من السعال لفترة تزيد عن أربعة أسابيع.
قد يكون الالتهاب الرئوي مصحوبا بأعراض مشابهة لأعراض التهاب الشعب الهوائية الحاد.  ونظرا لكون الالتهاب الرئوي مرضاً جديا وخطيراً، فمن المهم معرفة الفوارق بين المرضين. أعراض الالتهاب الرئوي تشمل ارتفاعا حادا في درجة الحرارة، قشعريرة برد وضيقا في التنفس.

### التشخيص
يستفسر الطبيب المعالج حول الأعراض التي يعاني منها المريض ثم يجري له فحصا جسمانيا. هذا الإجراء كاف، بشكل عام، لإعطاء كامل المعلومات الضرورية من أجل تشخيص ما إذا كانت الحالة هي، فعلا، التهاب الشعب الهوائية الحاد أم لا.
وفي بعض الحالات، قد يطلب الطبيب إجراء تصوير بالأشعة السينية (رنتجن – X - Ray) لمنطقة الصدر، لنفي وجود التهاب رئويّ أو مشكلة رئوية أخرى.

### العلاج
معظم الناس يستطيعون تلقي العلاج للأعراض التي ترافق التهاب الشعب الهوائية في البيت. على المريض أن يشرب كمية كافية من السوائل. وبالإمكان تناول الأدوية التي تباع بدون وصفة طبية، سوية مع دواء لإخراج البلغم، بموجب توصية الطبيب. هذا الدواء يساعد على إخراج البلغم الذي تجمع في الرئتين، بواسطة السعال. وبالإمكان، أيضا، استعمال مَصيصات (أقراص للمص - Pastille) ضد السعال، أو لتهدئة الحلق الجاف والمؤلم.
صحيح إنه ليس في وسع القطرات أو الشراب ضد السعال وقفه بشكل تام، لكنها يمكن أن تحسّن من الشعور في الحلق. غالبية الناس ليست بحاجة إلى مضادات حيوية لمعالجة التهاب الشعب الهوائية.
إذا كان المريض بالتهاب القصبات يعاني من أمراض في القلب أو الرئتين، مثل الفشل في عضلة القلب، مرض الانسداد الرئوي المزمن (Chronic Obstructive Pulmonary Disease - COPD) أو الربو (Asthma)، فينبغي عليه مراجعة الطبيب، لأنه قد يحتاج عندها إلى علاج إضافي.